# Eredivisie 2012–13
Giải bóng đá vô địch quốc gia Hà Lan 2012–13 là mùa giải thứ 57 của Giải bóng đá vô địch quốc gia Hà Lan, kể từ khi thành lập năm 1955. Giải khởi tranh từ ngày 10 tháng 8 năm 2012 với trận đấu đầu tiên và kết thúc ngày 26 tháng 5 năm 2013, với trận đấu cuối cùng tại Play-off xuống hạng và Giải đấu châu Âu.

## Đội bóng
Có tổng cộng 18 đội tham gia giải đấu: 15 đội xuất sắc nhất từ 2011–12 season, 2 đội thắng cuộc play-off thăng hạng/xuống hạng và 2011–12 Giải bóng đá hạng nhất quốc gia Hà Lan champions.
| Câu lạc bộ     | Địa điểm   | Sân vận động                  | Sức chứa |
| -------------- | ---------- | ----------------------------- | -------- |
| ADO Den Haag   | The Hague  | Sân vận động Kyocera          | 15.000   |
| Ajax           | Amsterdam  | Amsterdam Arena               | 52.651   |
| AZ             | Alkmaar    | Sân vận động AFAS             | 17.023   |
| Feyenoord      | Rotterdam  | Stadion Feijenoord            | 51.177   |
| Groningen      | Groningen  | Euroborg                      | 22.550   |
| Heerenveen     | Heerenveen | Sân vận động Abe Lenstra      | 26.100   |
| Heracles       | Almelo     | Sân vận động Polman           | 8.500    |
| NAC            | Breda      | Sân vận động Rat Verlegh      | 19.005   |
| NEC            | Nijmegen   | Sân vận động Goffert          | 12.500   |
| PEC Zwolle     | Zwolle     | Sân vận động IJsseldelta      | 11.324   |
| PSV            | Eindhoven  | Sân vận động Philips          | 35.000   |
| RKC Waalwijk   | Waalwijk   | Sân vận động Mandemakers      | 7.508    |
| Roda JC        | Kerkrade   | Sân vận động Parkstad Limburg | 18.936   |
| Twente         | Enschede   | De Grolsch Veste              | 30.014   |
| Utrecht        | Utrecht    | Sân vận động Galgenwaard      | 23.750   |
| Vitesse Arnhem | Arnhem     | GelreDome                     | 25.000   |
| VVV-Venlo      | Venlo      | De Koel                       | 8.000    |
| Willem II      | Tilburg    | Sân vận động Koning Willem II | 14.500   |

### Nhân sự và trang phục thi đấu
Ghi chú: Flags indicate national team as has been defined under FIFA eligibility rules. Players and Managers may hold more than one non-FIFA nationality.
| Đội bóng     | Huấn luyện viên              | Captain              | Nhà sản xuất trang phục | Nhà tài trợ áo đấu  |
| ------------ | ---------------------------- | -------------------- | ----------------------- | ------------------- |
| ADO Den Haag | Maurice Steijn               | Danny Holla          | Erreà                   | Basic-Fit Fitness   |
| Ajax         | Frank de Boer                | Siem de Jong         | adidas                  | Aegon               |
| AZ           | Gertjan Verbeek              | Nick Viergever       | Macron                  | AFAS software       |
| Feyenoord    | Ronald Koeman                | Stefan de Vrij       | Puma                    | ASR                 |
| Groningen    | Robert Maaskant              | Kees Kwakman         | Klupp                   | Essent              |
| Heerenveen   | Marco van Basten             | Ramon Zomer          | Jako                    | Univé               |
| Heracles     | Peter Bosz                   | Kwame Quansah        | Erima                   | TenCate             |
| NAC          | Nebojša Gudelj               | Jelle ten Rouwelaar  | Patrick                 | SunWeb              |
| NEC          | Alex Pastoor                 | Gábor Babos          | Jako                    | Scholten Awater     |
| PEC Zwolle   | Art Langeler                 | Arne Slot            | Patrick                 | Beaphar             |
| PSV          | Dick Advocaat                | Mark van Bommel      | Nike                    | Philips             |
| RKC Waalwijk | Erwin Koeman                 | Ard van Peppen       | Nike                    | Mandemakens Keukens |
| Roda JC      | Ruud Brood                   | Sanharib Malki       | Lotto                   | Toverland           |
| Twente       | Alfred Schreuder (caretaker) | Wout Brama           | Nike                    | Arke                |
| Utrecht      | Jan Wouters                  | Nana Akwasi Asare    | hummel                  | HealthCity          |
| Vitesse      | Fred Rutten                  | Guram Kashia         | Nike                    | —                   |
| VVV-Venlo    | Ton Lokhoff                  | Jeffrey Leiwakabessy | Masita                  | Seacon Logistics    |
| Willem II    | Jurgen Streppel              | Hans Mulder          | Macron                  | Pondres             |

### Thay đổi huấn luyện viên
| Đội bóng         | Huấn luyện viên đến | Hình thức đi                          | Ngày trống ghế       | Vị trí trên bảng xếp hạng | Thay bởi                     | Ngày bổ nhiệm        |
| ---------------- | ------------------- | ------------------------------------- | -------------------- | ------------------------- | ---------------------------- | -------------------- |
| SC Heerenveen    | Ron Jans            | Hết hợp đồng                          | 1 tháng 7 năm 2012   | Pre-season                | Marco van Basten             | 1 tháng 7 năm 2012   |
| Roda JC Kerkrade | Harm van Veldhoven  | Hết hợp đồng                          | 1 tháng 7 năm 2012   | Pre-season                | Ruud Brood                   | 1 tháng 7 năm 2012   |
| RKC Waalwijk     | Ruud Brood          | Được ký hợp đồng bởi Roda JC Kerkrade | 1 tháng 7 năm 2012   | Pre-season                | Erwin Koeman                 | 1 tháng 7 năm 2012   |
| PSV              | Phillip Cocu        | Hết thời gian tạm quyền               | 1 tháng 7 năm 2012   | Pre-season                | Dick Advocaat                | 1 tháng 7 năm 2012   |
| FC Groningen     | Pieter Huistra      | Sa thải                               | 10 tháng 5 năm 2012  | Pre-season                | Robert Maaskant              | 1 tháng 7 năm 2012   |
| Vitesse Arnhem   | John van den Brom   | Được ký hợp đồng bởi Anderlecht       | 1 tháng 7 năm 2012   | Pre-season                | Fred Rutten                  | 1 tháng 7 năm 2012   |
| NAC Breda        | John Karelse        | Sa thải                               | 23 tháng 10 năm 2012 | 17th                      | Adri Bogers (caretaker)      | 23 tháng 10 năm 2012 |
| NAC Breda        | Adri Bogers         | Hết thời gian tạm quyền               | 21 tháng 11 năm 2012 | 15th                      | Nebojša Gudelj               | 21 tháng 11 năm 2012 |
| FC Twente        | Steve McClaren      | Từ chức                               | 26 tháng 2 năm 2013  | 5th                       | Alfred Schreuder (caretaker) | 26 tháng 2 năm 2013  |

## Bảng xếp hạng
| XH | Đội             | Tr | T  | H  | T  | BT  | BB | HS  | Đ  | Lên hay xuống hạng                                           |
| -- | --------------- | -- | -- | -- | -- | --- | -- | --- | -- | ------------------------------------------------------------ |
| 1  | Ajax (C)        | 34 | 22 | 10 | 2  | 83  | 31 | +52 | 76 | Vòng bảng UEFA Champions League 2013–14                      |
| 2  | PSV             | 34 | 22 | 3  | 9  | 103 | 43 | +60 | 69 | Vòng loại thứ ba UEFA Champions League 2013–14               |
| 3  | Feyenoord       | 34 | 21 | 6  | 7  | 64  | 38 | +26 | 69 | UEFA Europa League 2013–14 play-off round                    |
| 4  | Vitesse Arnhem  | 34 | 19 | 7  | 8  | 68  | 42 | +26 | 64 | UEFA Europa League 2013–14 third qualifying round            |
| 5  | Utrecht (O)     | 34 | 19 | 6  | 9  | 55  | 41 | +14 | 63 | Đủ điều kiện tham dựPlay-off giải đấu châu Âu                |
| 6  | Twente          | 34 | 17 | 11 | 6  | 60  | 33 | +27 | 62 | Đủ điều kiện tham dựPlay-off giải đấu châu Âu                |
| 7  | Groningen       | 34 | 12 | 7  | 15 | 36  | 53 | −17 | 43 | Đủ điều kiện tham dựPlay-off giải đấu châu Âu                |
| 8  | Heerenveen      | 34 | 11 | 9  | 14 | 50  | 63 | −13 | 42 | Đủ điều kiện tham dựPlay-off giải đấu châu Âu                |
| 9  | ADO Den Haag    | 34 | 9  | 13 | 12 | 49  | 63 | −14 | 40 |                                                              |
| 10 | AZ              | 34 | 10 | 9  | 15 | 56  | 54 | +2  | 39 | UEFA Europa League 2013–14 play-off round 1                  |
| 11 | PEC Zwolle      | 34 | 10 | 9  | 15 | 42  | 55 | −13 | 39 |                                                              |
| 12 | Heracles Almelo | 34 | 9  | 11 | 14 | 58  | 71 | −13 | 38 |                                                              |
| 13 | NAC Breda       | 34 | 10 | 8  | 16 | 40  | 56 | −16 | 38 |                                                              |
| 14 | RKC Waalwijk    | 34 | 9  | 10 | 15 | 39  | 48 | −9  | 37 |                                                              |
| 15 | NEC Nijmegen    | 34 | 10 | 7  | 17 | 44  | 66 | −22 | 37 |                                                              |
| 16 | Roda JC (O)     | 34 | 7  | 12 | 15 | 51  | 69 | −18 | 33 | Đủ điều kiện tham dựrelegation Play-off                      |
| 17 | VVV-Venlo (R)   | 34 | 6  | 10 | 18 | 33  | 62 | −29 | 28 | Đủ điều kiện tham dựrelegation Play-off                      |
| 18 | Willem II (R)   | 34 | 5  | 8  | 21 | 33  | 76 | −43 | 23 | Xuống chơi tại2013–14 Giải bóng đá hạng nhất quốc gia Hà Lan |

Nguồn: Giải bóng đá vô địch quốc gia Hà Lan
Quy tắc xếp hạng: 1. Điểm; 2. Hiệu số bàn thắng; 3. Số bàn thắng.
1AZ qualified for the play-off of the UEFA Europa League 2013–14 after winning 2012–13 KNVB Cup.
(VĐ) = Vô địch; (XH) = Xuống hạng; (LH) = Lên hạng; (O) = Thắng trận Play-off; (A) = Lọt vào vòng sau. 
Chỉ được áp dụng khi mùa giải chưa kết thúc: 
(Q) = Lọt vào vòng đấu cụ thể của giải đấu đã nêu; (TQ) = Giành vé dự giải đấu, nhưng chưa tới vòng đấu đã nêu.

## Kết quả
| Nhà \ Khách[1] | ADO | AJX | AZ  | FEY | GRO | HEE | HER | NAC | NEC | PEC | PSV | RKC | RJC | TWE | UTR | VIT | VVV | WIL |
| ADO Den Haag   |     | 1–1 | 2–2 | 2–0 | 0–1 | 2–1 | 3–1 | 2–1 | 2–0 | 1–1 | 1–6 | 2–2 | 2–2 | 1–3 | 1–2 | 0–4 | 1–1 | 2–0 |
| Ajax           | 1–1 |     | 2–2 | 3–0 | 2–0 | 1–1 | 4–0 | 5–0 | 4–1 | 3–0 | 3–1 | 2–0 | 1–1 | 1–0 | 1–1 | 0–2 | 2–0 | 5–0 |
| AZ             | 1–1 | 2–3 |     | 0–2 | 0–1 | 0–0 | 3–1 | 0–1 | 0–2 | 4–0 | 1–3 | 3–3 | 4–0 | 0–3 | 6–0 | 4–1 | 1–2 | 0–0 |
| Feyenoord      | 3–2 | 2–2 | 3–1 |     | 2–1 | 1–1 | 6–0 | 1–0 | 5–1 | 2–0 | 2–1 | 2–0 | 5–2 | 0–0 | 2–1 | 2–0 | 1–0 | 3–0 |
| Groningen      | 2–1 | 0–2 | 1–1 | 2–2 |     | 3–1 | 2–0 | 1–1 | 1–2 | 1–0 | 1–3 | 2–1 | 3–2 | 0–3 | 0–2 | 0–3 | 0–0 | 1–1 |
| Heerenveen     | 1–3 | 2–2 | 0–4 | 2–0 | 3–0 |     | 0–1 | 2–0 | 0–2 | 2–1 | 2–1 | 0–2 | 4–4 | 2–1 | 2–4 | 2–1 | 2–2 | 3–2 |
| Heracles       | 3–3 | 3–3 | 1–2 | 1–2 | 0–2 | 6–3 |     | 2–1 | 1–0 | 1–1 | 1–5 | 4–0 | 5–1 | 1–1 | 1–1 | 3–5 | 1–1 | 4–1 |
| NAC Breda      | 0–3 | 0–2 | 2–1 | 2–2 | 0–1 | 1–2 | 1–1 |     | 2–0 | 3–0 | 1–6 | 2–1 | 5–3 | 0–1 | 1–1 | 0–3 | 1–0 | 4–0 |
| NEC            | 1–1 | 1–6 | 1–1 | 0–3 | 2–1 | 1–3 | 3–2 | 1–1 |     | 1–3 | 1–1 | 1–2 | 0–0 | 1–3 | 2–0 | 2–1 | 1–2 | 0–0 |
| PEC Zwolle     | 4–2 | 2–4 | 1–2 | 3–2 | 1–2 | 1–1 | 0–3 | 2–0 | 0–4 |     | 1–2 | 1–1 | 3–2 | 1–1 | 1–2 | 0–1 | 0–0 | 2–0 |
| PSV            | 7–0 | 2–3 | 5–1 | 3–0 | 5–2 | 5–1 | 4–0 | 4–0 | 4–2 | 1–3 |     | 2–0 | 5–0 | 3–0 | 2–1 | 1–2 | 2–0 | 3–2 |
| RKC Waalwijk   | 4–0 | 0–2 | 2–1 | 1–1 | 1–1 | 0–1 | 1–1 | 0–4 | 2–0 | 1–2 | 3–2 |     | 1–0 | 0–1 | 4–0 | 3–2 | 1–1 | 0–0 |
| Roda JC        | 0–0 | 1–2 | 2–2 | 0–1 | 4–1 | 1–0 | 3–3 | 0–0 | 2–0 | 1–1 | 2–2 | 3–1 |     | 1–1 | 0–1 | 3–3 | 3–0 | 3–0 |
| Twente         | 2–0 | 0–2 | 3–0 | 3–0 | 4–1 | 1–0 | 3–2 | 1–1 | 5–2 | 2–2 | 3–1 | 0–0 | 2–0 |     | 2–4 | 0–1 | 1–0 | 1–1 |
| Utrecht        | 1–0 | 0–0 | 2–1 | 0–1 | 1–0 | 3–1 | 3–0 | 3–0 | 0–3 | 1–1 | 1–0 | 1–0 | 4–0 | 1–1 |     | 1–2 | 2–1 | 3–1 |
| Vitesse Arnhem | 2–2 | 3–2 | 1–2 | 1–0 | 2–0 | 3–3 | 1–1 | 3–0 | 4–1 | 2–1 | 2–2 | 2–2 | 3–0 | 0–0 | 2–0 |     | 0–1 | 3–1 |
| VVV-Venlo      | 2–4 | 0–3 | 1–4 | 2–3 | 0–0 | 1–1 | 0–2 | 1–4 | 2–2 | 0–2 | 0–6 | 1–0 | 2–4 | 2–2 | 1–3 | 3–1 |     | 4–1 |
| Willem II      | 1–1 | 2–4 | 2–0 | 1–3 | 1–2 | 3–1 | 2–2 | 1–1 | 2–3 | 0–1 | 1–3 | 1–0 | 2–1 | 2–6 | 1–5 | 0–2 | 1–0 |     |

Nguồn: Giải bóng đá vô địch quốc gia Hà Lan
1 ^ Đội chủ nhà được liệt kê ở cột bên tay trái.
Màu sắc: Xanh = Chủ nhà thắng; Vàng = Hòa; Đỏ = Đội khách thắng.

### Thứ hạng theo từng vòng
| Đội \ Vòng đấu | 1 | 2 | 3 | 4 | 5 | 6 | 7 | 8 | 9 | 10 | 11 | 12 | 13 | 14 | 15 | 16 | 17 | 18 | 19 | 20 | 21 | 22 | 23 | 24 | 25 | 26 | 27 | 28 | 29 | 30 | 31 | 32 | 33 | 34 Bản mẫu:Fb rbr t pos Netherlands11 |
| -------------- | - | - | - | - | - | - | - | - | - | -- | -- | -- | -- | -- | -- | -- | -- | -- | -- | -- | -- | -- | -- | -- | -- | -- | -- | -- | -- | -- | -- | -- | -- | ------------------------------------- |

Nguồn: Giải bóng đá vô địch quốc gia Hà Lan

## Play-off

### Giải đấu châu Âu
Các đội từ thứ 5 đến thứ 8 tham gia một giải đấu play-off tranh một suất vào vòng loại thứ hai của UEFA Europa League 2013–14. Đội ở bên trái thi đấu trên sân nhà ở Lượt đi.

#### Bán kết
Các trận lượt đi diễn ra vào ngày 16 tháng 5 năm 2013, trong khi lượt về diễn ra vào ngày 19 tháng 5 năm 2013.
| Đội 1         | TTS | Đội 2   | Lượt đi | Lượt về |
| ------------- | --- | ------- | ------- | ------- |
| Groningen     | 2–4 | Twente  | 0–1     | 2–3     |
| SC Heerenveen | 1–3 | Utrecht | 0–1     | 1–2     |

#### Chung kết
| Đội 1  | TTS | Đội 2   | Lượt đi | Lượt về |
| ------ | --- | ------- | ------- | ------- |
| Twente | 2–3 | Utrecht | 0–2     | 2–1     |

### Xuống hạng
Roda JC và VVV-Venlo tham gia cùng với các đội bóng tại Giải bóng đá hạng nhất quốc gia Hà Lan để đấu play-off, sau khi về đích thứ 16 và 17 tại Giải bóng đá vô địch quốc gia Hà Lan.

#### Vòng 1
| Đội 1         | TTS | Đội 2           | Lượt đi | Lượt về |
| ------------- | --- | --------------- | ------- | ------- |
| FC Dordrecht  | 3–6 | Go Ahead Eagles | 3–3     | 0–3     |
| De Graafschap | 5–2 | Fortuna Sittard | 2–1     | 3–1     |

#### Vòng 2
| Đội 1           | TTS | Đội 2            | Lượt đi | Lượt về |
| --------------- | --- | ---------------- | ------- | ------- |
| Go Ahead Eagles | 4–0 | VVV-Venlo        | 1–0     | 3–0     |
| MVV Maastricht  | 1–4 | FC Volendam      | 0–1     | 1–3     |
| Helmond Sport   | 3–5 | Sparta Rotterdam | 2–4     | 1–1     |
| De Graafschap   | 2–7 | Roda JC          | 1–1     | 1–6     |

#### Vòng 3
| Đội 1            | TTS | Đội 2       | Lượt đi | Lượt về |
| ---------------- | --- | ----------- | ------- | ------- |
| Go Ahead Eagles  | 3–1 | FC Volendam | 3–0     | 0–1     |
| Sparta Rotterdam | 1–2 | Roda JC     | 0–0     | 1–2     |

## Thống kê mùa giải

### Cầu thủ ghi bàn nhiều nhất

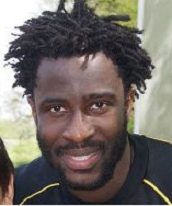
Wilfried Bony

| Thứ hạng | Cầu thủ             | Câu lạc bộ     | Số bàn thắng |
| -------- | ------------------- | -------------- | ------------ |
| 1        | Wilfried Bony       | Vitesse Arnhem | 31           |
| 2        | Graziano Pellè      | Feyenoord      | 27           |
| 3        | Alfreð Finnbogason  | Heerenveen     | 24           |
| 4        | Jozy Altidore       | AZ             | 23           |
| 5        | Sanharib Malki      | Roda JC        | 17           |
| 6        | Dries Mertens       | PSV            | 16           |
| 7        | Jeremain Lens       | PSV            | 15           |
| 8        | Jacob Mulenga       | Utrecht        | 14           |
| 8        | Georginio Wijnaldum | PSV            | 14           |
| 10       | Luc Castaignos      | Twente         | 13           |